# 性学三论
性学三论，是西格蒙德·弗洛伊德1905年的作品。高度发展了弗洛伊德的性理论，尤其是童年的部分。

## 简介
其书分三章：性变态、幼年性欲、青春期性欲。

### 性变态
在弗洛伊德的这第一篇论文中，区分了性客体（或性对象）与性目标，展开了论题。

### 幼稚性欲
在这一篇中，弗洛伊德指出幼儿也具有性欲，并借此解释了一些幼儿期的常见现象，如吮吸手指等。

### 青春期的转变
在第三篇论文中，弗洛伊德区分了幼稚期的“预愉悦感”和真正性行为“终愉悦感”

#### 总结
弗洛伊德最终将这三篇论文的成就与他在《梦的解析》中的成就联系起来，解释神经症。而在《三论》的最终版本中，涉及了阴茎羡慕、阉割焦虑与俄狄浦斯症的概念。